# Olympische Sommerspiele 1932/Hockey
Bei den X. Olympischen Spielen 1932 in Los Angeles wurde zum 4. Mal bei Olympischen Spielen ein Wettbewerb im Hockey (Herren) ausgetragen. Es nahmen nur drei Nationen teil. Den europäischen Ländern war die Reise nach Amerika zu teuer, so auch Deutschland.

## Spiele, Ergebnisse
| Gespielt wurde eine einfache Runde „jeder gegen jeden“, alle drei Spiele wurden im Olympiastadion ausgetragen. |  |                |      |  |
| 4. August |  | Indien – Japan | 11:1 |  |
| 8. August |  | USA – Japan    | 2:9  |  |
| 11. August |  | USA – Indien   | 1:24 |  |

| Tabelle, Rangliste | Tabelle, Rangliste | Tabelle, Rangliste | Tabelle, Rangliste | Tabelle, Rangliste |
| Platz              | Team               | Spiele             | Tore               | Punkte             |
| ------------------ | ------------------ | ------------------ | ------------------ | ------------------ |
| 1.                 | Indien             | 2                  | 35:02              | 4                  |
| 2.                 | Japan              | 2                  | 10:13              | 2                  |
| 3.                 | USA                | 2                  | 03:33              | 0                  |

## Medaillengewinner

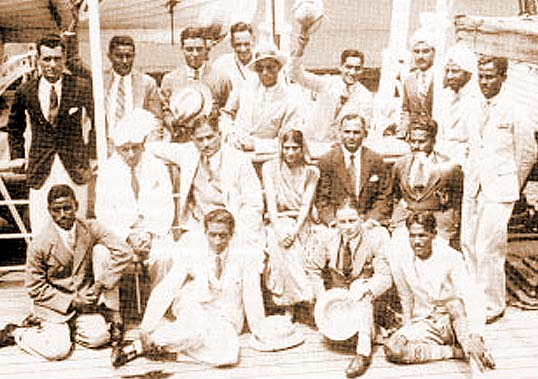
Die siegreiche Mannschaft Indiens

| Indien | Japan | USA |
| --- | --- | --- |
| Richard James Allen Muhammad Aslam Lal Shah Bokhari Frank Brewin Richard John Carr Dhyan Chand Bais Leslie Charles Hammond Arthur Charles Hind Sayed Jaffar Massud Minhas Broome Eric Pinniger Gurmit Singh Kullar Roop Singh Bais William Sullivan Carlyle Carrol Tapsell | Masuyuki Asakawa Shumkichi Hamada Junzo Inohara Sadayoshi Kobayashi Haruhiko Kon Kenichi Konishi Hiroshi Nagata Eiichi Nakamura Yoshio Sakai Katsumi Shibata Akio Sohda Toshio Usami | William Boddington Harold Brewster Roy Coffin Amos Deacon Horace Disston Samuel Ewing James Gentle Henry Greer Lawrence Knapp David McMullin Leonard O’Brien Charles Sheaffer Frederick Wolters |